# 2019년 벤쿠버 국제 영화제
제38회 벤쿠버 국제 영화제는 2019년 9월 26일에 열린 시상식이다.

## 수상 및 후보

### 씨 투 스카이상
- 세상의 빛, 아들의 그림자 - 잉 왕 수상

### 캐나다 장편상
- 원 데이 인 더 라이프 오브 노아 피가턱 - 자카리아스 쿠눅 수상

### 캐나다 단편상
- 엣 더 바텀 오브 더 씨 - 이소정 수상

### 캐나다 장편상 특별언급
- 블러드 퀀텀 - 제프 바너비 수상

### 캐나다 단편상 특별언급
- 슬픔의 물리학 - 테오도르 위셰브 수상

### 캐나다 신인감독상
- 속삭임 - 헤더 영 수상

### 캐나다 신인감독상 특별언급
- 쿠에시판 - 미리암 버류울트 수상

### 캐나다 단편 신인감독상
- 아카디아나 - 기욤 푸르니에 외 2명 수상

### 캐나다 단편 신인감독상 특별언급
- 레버/레저 - 제시카 존슨 외 1명 수상

### 캐나다 다큐멘터리상
- 조단 리버 앤더슨, 더 메신저 - 앨라니스 오봄사윈 수상

### 캐나다 다큐멘터리상 특별언급
- 마이 대즈, 마이 맘스 앤 미 - 줄리아 이바노바 수상

### 관객상
- 기생충 - 봉준호 수상
- 쿠 53 - 타그히 아미라니 수상
- 레드 스노우 - 마리 클레멘츠 수상
- 하이다 모던 - 찰스 윌킨슨 수상

### VIFF 임팩트 상
- 레지스탕스 파이터스: 더 글로벌 안티바이오틱스 크라이시스 - 마이클 웨치 수상

### VIFF 임팩트: 롭 스튜어트 에코 워리어상
- 더 폴리네이터스 - 피터 넬슨 수상

### BC 작품상
- 세계가 깨어져 열릴 때 - 엘레 마이아 테일페데스 수상

### BC 신인감독상
- 세계가 깨어져 열릴 때 - 엘레 마이아 테일페데스 수상

### 컨템포러리 월드 시네마
- 앤 덴 위 댄스드 - 레반 아킨
- 체크 히어로 - 토르비욘 크리스토퍼센
- 더 렐름 - 로드리고 소로고옌
- 화이트 화이트 데이 - 흘리뉘르 팔메이슨
- 아담 - 마리암 투자니
- 비욘드 더 비져블 - 힐마 아프 클린트 - 할리나 디르스츠카
- 버닝 케인 - 필립 유만스
- 아웃 오브 튠 - 프레더릭 애스폭
- 베이비스플리터 - 샘 프리들랜더
- 바이 - 니콜 위피 외 7명
- 썸타임즈 얼웨이즈 네버 - 칼 헌터
- 코코-디 코코-다 - 요하네스 니홀름
- 테헤란: 씨티 오브 러브 - 알리 자베란사리
- 어 도그 엔드 히즈 맨 - 시다스 트리파티
- 리틀 조 - 예시카 하우스너
- 퀸 오브 하츠 - 메이 엘-투키
- 사랑의 3부작 : 속박 - 야론 샤니
- 율리 - 이시아 볼레인
- 송 위다웃 어 네임 - 멜리나 리언
- 라라 - 쟌 올 거스터
- 스카보로 - 바너비 사우스캠
- 캐슬 오브 드림스 - 레자 미르카리미
- 더 인비저블 라이프 오브 에우리디케 구스마오 - 카림 아이누즈
- 체리 블라썸 & 데몬스 - 도리스 되리
- 빈폴 - 칸테미르 발라고프
- 더 데이 애프터 아임 곤 - 님로드 엘다르
- 디바인 러브 - 가브리엘 마스카로
- 개는 바지를 입지 않는다. - J.P. 발케파
- 포틴 - 단 살리트
- 프랭키 - 아이라 잭스
- 나는 집에 있었지만… - 앙겔라 샤넬렉
- 잇 머스트 비 헤븐 - 엘리아 술레이만
- 조엘 - 카를로스 소린
- 더 라스트 투 씨 뎀 - 사라 수마
- 노아 랜드 - 젠크 에르튜르크
- 원스 인 트룹쳅스크 - 라리사 사딜로바
- 포트 아우토리티 - 다니엘 레소비츠
- 레트로스펙트 - 애스더 로츠
- 스파이더 - 안드레스 우드
- 스태프 온리 - 네우스 발루스
- 스티치 - 미로슬라브 테직
- 시너님즈 - 나다브 라피드
- 트레머스 - 자이로 부스타만테
- 도즈 후 리메인드 - 버르너바시 토트
- 어 발런테리 이어 - 율리히 쿨러 외 1명
- 더 휘슬러스 - 코르넬리우 포룸보이우

### BC 스포트라이트
- 레드 스노우 - 마리 클레멘츠
- 워터 오버 그래스 - 켈렌 잭슨 외 3명
- 세계가 깨어져 열릴 때 - 엘레 마이아 테일페데스
- 세상의 빛, 아들의 그림자 - 잉 왕
- 애쉬 - 앤드류 후컬리악
- 하이다 모던 - 찰스 윌킨슨
- 마이 대즈, 마이 맘스 앤 미 - 줄리아 이바노바
- 래프 - 해리 셉카
- 도터 - 안소니 심

### 트루 노스
- 심포니 인 아쿠아마린 - 댄 포파
- 캐슬 인 더 그라운드 - 조이 클라인
- 러스틱 오라클 - 소니아 보운스필 보일로
- L.A. 티 타임 - 소피 베다드 마코트
- 쓰리 페더스 - 칼라 울리히
- 쿠에시판 - 미리암 버류울트
- 브라더스 러브 - 모니아 초크리
- 더 아크로벳 - 로드리크 장
- 아메리칸 우먼 - 세미 첼라스
- 클리프턴 힐 - 알버트 신
- 컨빅션 - 낸스 애커먼
- 앤드 더 버즈 레인드 다운 - 루이즈 아샹보
- 애스홀스:어 띠어리 - 존 워커
- 크랭스 - 라이언 멕케나
- 이지 랜드 - 소냐 지브코비치
- 조단 리버 앤더슨, 더 메신저 - 앨라니스 오봄사윈
- 원 데이 인 더 라이프 오브 노아 피가턱 - 자카리아스 쿠눅
- 투 리브 투 씽 - 조니 마
- 웬 위 워크 - 제이슨 다실바
- 화이트 라이 - 요나 루이스 외 1명

### 갈라스 부문
- 게스트 오브 아너 - 아톰 에고이안

### 주목! 프랑스
- 디어스킨 - 미스터 와조
- 트루 시크릿 - 사피 네부
- 신의 은총으로 - 프랑소와 오종
- 잔 다르크 - 브루노 뒤몽
- 쁘띠 아만다 - 미카엘 허스
- 내 몸이 사라졌다 - 제레미 클라핀
- 레미제라블 - 래드 리
- 오 머시! - 아르노 데스플레생
- 더 스페셜즈 - 올리비에르 나카체 외 1명

### 퓨쳐 // 프레젠트
- 속삭임 - 헤더 영
- 앤 앳 13,000 피트 - 카직 라드완스키
- 더 트웬티 센츄리 - 매튜 랜킨
- 대니 - 에런 제거스 외 1명
- 테이프웜 - 마가렛 래니
- 킬러 퀸 - 라민 파렌하이트
- 티토 - 그레이스 글로윅키
- MS 슬라빅 7 - 소피아 보다노위즈 외 1명

### VIFF 임팩트
- 스티그 라르손 - 더 맨 후 플레이드 위드 파이어 - 헨릭 조그쏜
- 휴먼 네이처 - 애덤 볼트
- 더 유포리아 오브 비잉 - 레카 자보
- 씨 오브 쉐도우즈 - 리처드 래드카니
- 63 업 - 마이클 앱티드
- 미드나잇 패밀리 - 루크 로렌첸
- 더 그레이트 그린 월 - 제라드 P. 스콧
- 더 멘즈 룸 - 페터 소머
- 더 폴리네이터스 - 피터 넬슨
- 레지스탕스 파이터스: 더 글로벌 안티바이오틱스 크라이시스 - 마이클 웨치
- 트러스트 머신: 더 스토리 오브 블록체인 - 알렉스 윈터
- 위 아 낫 프린세스 - 브리짓 오거 외 1명
- 더 웨일 앤 더 레이븐 - 미잠 루즈
- 와일드랜드 - 알렉스 자브론스키
- 마이 파더 앤 미 - 닉 브룸필드
- 게이트웨이즈 투 뉴욕: 오트마 H. 암만 앤 히스 브리지스 - 마틴 위츠
- 아프리카의 부처 - 니콜 샤퍼
- 더 라비 고즈 웨스트 - 에이미 겔러
- 리즌 - 아난드 팟와르드한
- 스킴 버즈 - 엘렌 피스크 외 1명
- 어 시트 엣 더 테이블 - 데이비드 내쉬 외 1명
- 토킹 어바웃 트리스 - 수하입 가스멜바리

### 용과 호랑이
- 드웰링 인 더 푸춘 마운틴스 - 구 샤오강
- 사라지는 날들 - 주신
- 로스트 코스 - 질 리
- 미성년 - 김윤석
- 스틸 휴먼 - 올리버 시 쿠엔 찬
- 볼로우미 - 라우 켁 후앗
- 멜랑콜릭 - 타나카 세이지
- 교실 안의 야크 - 파오 초이닝 도르지

### M/A/D
- 마르타: 어 픽쳐 스토리 - 셀리나 마일스
- 아키텍쳐 오브 인피니티 - 크리스토프 쇼브
- 에스처 저니 인투 인피니티 - 로빈 러츠
- 뉴트라- 서바이벌 스루 디자인 - PJ 레톱스키
- 잇 워즈 올 소 원더풀: 더 에브리 매직 오브 매리 프랫 - 케네스 J. 하비
- 스터프드 - 에린 데르햄
- 레오나르도: 더 웍스 - 필 그랍스키
- 아녜스가 말하는 바르다 - 아녜스 바르다
- 왓 쉬 세드: 아트 오브 폴린 카엘 - 롭 가버
- 비욘드 더 비져블 - 힐마 아프 클린트 - 할리나 디르스츠카
- 에도 아반트 가드 - 린다 호그런드
- 아데스 오초아: 프롬 쿠바 수 더 월드 - 신시아 바이스텍
- 커닝햄 - 알라 코브간
- 데빌스 파이 - 캐린 비즐스마
- 유랑: 브루스 채트윈의 발자취를 따라서 - 베르너 헤어조크
- 아더 뮤직 - 풀로마 바수 외 1명
- 아워 타임 머신 - S. 레오 치앙 외 1명
- 시스템 K - 리노드 바렛
- 우슬라 본 리딩즈버드 인투 허 원 - 다니엘 트라웁
- 재건의 날들 - 헤인즈 에미그홀즈

### 알터드 스테이츠
- 보이즈 인 더 우드 - 니니안 도프
- 인 더 톨 그래스 - 나디아 두비잔스키
- 주디와 펀치의 위험한 관계 - 미라 폴크스
- 더 데스 오브 딕 롱 - 다니엘 쉐이너트
- 그리너 그래스 - 조슬린 디보어
- 30년만의 재회 - 앤트 팀프슨
- 운전 강사의 특이한 비밀 - 마이크 아헌 외 1명
- 인 더 톨 그래스 - 빈센조 나탈리
- 블러드 퀀텀 - 제프 바너비
- 나이브스 앤 스킨 - 제니퍼 리더
- 별장에서 생긴 일 - 스베린 피알라 외 1명
- 파라다이스 힐즈 - 앨리스 웨딩턴

### 단편 부문
- 엣 더 바텀 오브 더 씨 - 이소정
- 카난 - 왕 웨이빈
- 데이즈 오브 레이지 - 엘리 진 더흐치
- 그랜드마 하우스 - 소피 롬바리
- 하이웨이 투 해븐 - 산드라 이그나그니
- Solastalgia - 밀피오르 클락스
- 더 스피릿 키퍼스 오브 마쿠타'아이 - 옌-차오 린
- 베누시안 - 카메론 맥켄지 외 1명
- 워워테이 - 닐 애플렉
- 처비 - 마들렌 심즈-퓨어
- 핸드 잡 - 카라 혼런드
- 하트 봄브 - 레미 ST 미셀
- 아이 엠 인 더 월드 애즈 프리 앤드 슬렌더 애즈 어 디어 온 어 플레인 - 소피아 밴자프
- 레버/레저 - 제시카 존슨
- 픽 - 알리K 해리스
- 어 윈터 모닝 - 매니 마할
- 플루드 - 조셉 아멘타
- In Which Life Continues Without Time - Sheridan Tamayo-Henderson
- My Heart Is Walking Around Outside of My Body - 매튜 테일러 블라이스
- 식탁에선 울지 않기 - 캐롤 응우옌
- 더 피직스 오브 소로우 - 테오도르 위셰브
- Pinch - 디에고 맥클린
- Pools - Seth Fluker
- 디스 잉크 런스 딥 - 아시아 영맨
- The Beach Raiders - 타이슨 브로이어
- 델핀 - 클로에 로비샤드
- Finding Uranus - 이반 리
- Ghoulish Galactic Grievances - Josh Owen
- 아윌 엔드 업 인 제일 - 알렉산더 도스터
- Main Squeeze - 브랜든 프로스트
- Shadow Trap - 데미언 길리스
- Bumblebee - Adam Beck
- 더 컷 - 클로이 생-마르
- 영원한 프레디 - 알리시아 아이젠
- 자빅 - 에밀리 매너링
- 나우 이즈 더 타임 - 크리스토퍼 옥터
- 더 프로세션 - 파스칼 블란쳇
- Standard of Care - James Rathbone
- Unkept - Michael P. Vidler
- A Disappearance - Laura Spini 외 1명
- flush - Sheridan O'Donnell
- The Interview - Ivan Sosnin
- O Holy Ghost - Mark Bradshaw
- 펄 - 유차오 펭
- Itohime - Nao Izumi
- 더 씨 - 카메론 리차드
- 바카 - 마르타 바야리
- Call Connect - Indianna Bell 외 1명
- 아이 사인드 더 페티션 - 마디 플레이펠
- Lee Ann Womack's 'Hollywood' - 크리스 율렌스
- 리미널리티 & 커뮤니타스 - 로라 란타넨
- Masmelos - Duvan Duque
- 나의 시대 - 뤼도빅 우플랭
- Romantica.com - Shay Fellner
- 탱글 - 말리히 골람자디
- Tolerance - Shaunoh
- Way Back Home - 디에고 프레이타스
- Amparo's Offerings - Leonel Chee
- 디버전 - 마티유 메게몬트
- Forgiveness - Marcello Cotugno
- Grandpa - Clifford Miu
- In the Shadow of the Guacari - 그렉 멘데즈
- Long-Legged Nuria - Frank Vera Jimenez
- Mortis - 신디 루
- 송 스패로우 - 파자네 오미드바르냐
- 디스리퓨트 - 스테판 문카사
- Family Hour - Mariia Ponomarova
- 퍼스트 디스코 - 헬렌 M. 오렐리
- Kill the Boy - Juan Pablo Villavicencio Borges
- The Legend - Manon Eyriey
- Nurtured - Ben Pearce
- Taboo - Olivia Altavilla
- Tender - Anthony Lucido

### 모즈
- 움브라 - 플로리안 피셔
- 더 스트로커 - 필비 타칼라
- 인터비잉 - 마르티나 후그란드 이바노우
- 어뮤즈먼트 라이드 - 니시카와 토모나리
- L'etoile de mer - 마야 슈바이처
- 스테이 어웨이크, 비 레디 - 팜 티엔 안
- 하드 온 - 조안나 리텔
- 스윙게라 - 바바라 바그너
- 스와티드 - 이스마엘 조프로이 샹두티
- 뉴 애시드 - 바심 맥디
- 카사이터리트 - 리아르 리잘디
- 캐벌케이드 - 요한 루프

### 특별소개 부문
- 영 아메드 - 장 피에르 다르덴
- 기생충 - 봉준호
- 더 라이트하우스 - 로버트 에거스
- 저스트 머시 - 데스틴 크리튼
- 더 페인티드 버드 - 바츨라프 마르호울
- 어 히든 라이프 - 테렌스 맬릭
- 머더리스 브루클린 - 에드워드 노튼
- 쏘리 위 미스드 유 - 켄 로치
- 조조 래빗 - 타이카 와이티티
- 미스터 존스 - 아그네츠카 홀란드
- 넘버 세븐 체리 레인 - 양범
- 페인 앤 글로리 - 페드로 알모도바르
- 타오르는 여인의 초상 - 셀린 시아마
- 더 송 오브 네임즈 - 프랑소와 지라르
- 두 교황 - 페르난도 메이렐레스

### 포커스 온 이탈리아
- 솔 - 카를로 시로니
- 다프네 - 페데리코 본디
- Marghe and her mother - Mohsen Makhmalbaf
- 하루의 달콤한 끝 - 야첵 보에르추크
- Amare Amaro - Julien Paolini
- 산티아고, 이탈리아 - 난니 모레티
- 엄마의 실종 - 베니아미노 바레스

### 뱅가드
- 리지 - 존 스쿠그
- 원 맨 다이즈 어 밀리언 타임스 - 제시카 오렉
- 베이트 - 마크 젠킨
- 마이 윈도우 - 로드리고 존
- I, Wretched Man - Theo Anthony 외 2명
- 미엘-에밀 - 피터 반 호텐
- 비탈리나 바렐라 - 페드로 코스타
- 빌롱잉 - 버락 세빅

### 게이트웨이
- 생일 - 이종언
- 웻 시즌 - 안소니 첸
- 백사전 - 황가강
- 벌룬 - 완마 차이단
- 크라비, 2562 - 벤 리버스
- 더 쉐도우 플레이 - 로예
- 일일시호일 - 오모리 타츠시
- 더 케이브 - 톰 월러
- 해수의 아이 - 와타나베 아유무
- 더 와일드 구스 레이크 - 디아오 이난
- 하드-코어 - 야마시타 노부히로
- 노 롱거 휴먼 - 니나가와 미카
- 프레젠트.퍼펙트. - 주성저
- 구르는 수레바퀴 - 문정윤
- 스프링 타이드 - 리나 양
- 와일드 스패로우 - 시추 리